# Ctesias
Ctesias là một chi bọ cánh cứng bản địa của miền Cổ bắc, bao gồm châu Âu.